# ヘルドッグス 地獄の犬たち
『ヘルドッグス 地獄の犬たち』（ヘルドッグス じごくのいぬたち）は、深町秋生による小説。「ヘルドッグス」シリーズの第1作。
『小説 野性時代』において2015年7月号から2017年3月号まで「地獄の犬たち」のタイトルで連載され、2017年9月1日に単行本がKADOKAWAより発売された。2020年7月16日に『ヘルドッグス 地獄の犬たち』に改題され、角川文庫より文庫版が発売された。電子書籍は特典で書き下ろし短編が収録されている。第20回大藪春彦賞候補。
2022年9月16日に映画版が公開された。

## あらすじ
関東最大の暴力団・東鞘会の中でも、武闘派が集まる神津組。そこで若頭補佐を務める兼高昭吾は、今日も相棒のサイコパス・室岡秀喜と共に、殺しの仕事を片付けていた。表向きは平静を装いつつ、一人になると嘔吐する兼高。実は兼高は警視庁の潜入捜査官だった。東鞘会七代目会長の十朱義孝の抹殺という命令を受け、十朱に近づくために、神津組で手柄を挙げて出世する必要があったのだ。
ある日、神津組組長の土岐勉から連絡が入る。アホボンこと氏家勝一が動き始めたという。勝一は東鞘会五代目会長の実子だが、五代目の死後に勝一が後継者に指名されなかったことで、勝一が結成した和鞘連合と東鞘会の間で血で血を洗う抗争が始まった。東鞘会が勝利して勝一は海外へ逃亡したが、ここにきて再び勝一が東鞘会を潰そうと画策しているというのだ。
兼高と室岡は、十朱の護衛役に任命される。勝一は今までのヤクザ者の戦い方ではなく、殺し屋を使って何でもありの戦法を仕掛けてくる。兼高はいつ勝一の兵隊が襲ってくるかわからない極限状態の中で、自分を信頼してくれる室岡たちを仲間のように感じていた。だが、東鞘会壊滅を目論む警視庁の阿内将は、そんな兼高を「お前は極道じゃない」と一蹴し、常軌を逸した作戦を実行するのだった。

## 登場人物

### 東鞘会

#### 東鞘会系神津組
兼高昭吾（かねたか しょうご）
東鞘会の二次団体・神津組の若頭補佐。
性格は真面目。神津組に入ってまだ3年半だが、汚れ仕事をこなしてスピード出世する。
正体は潜入捜査官で、本名は出月梧郎（いでづき ごろう）。警視庁組織犯罪対策部特別捜査隊所属。
室岡秀喜（むろおか ひでき）
神津組の組員。兼高の弟分。
過去に父から虐待や人体実験を受けたことで、精神は壊れ、どんな状況下でも食欲旺盛な身体になった。
兼高の正体には気づいておらず、兼高を慕っている。
土岐勉（とき つとむ）
神津組三代目組長（神津組の現トップ）。東鞘会執行委員。元陸上自衛官。
5年前の和鞘連合との抗争で左脚を撃たれ、杖を使用している。
熊沢、大前田と共に「三羽ガラス」と呼ばれ、十朱を支える。
三國俊也（みくに としや）
神津組の若頭（神津組ナンバー2）。東鞘会の三次団体・三神組の組長。
格闘は苦手な経済ヤクザ。どんどん出世する兼高に対して、激しく嫉妬する。
神津太一（こうづ たいち）
故人。東鞘会六代目会長。神津組初代組長。元力士。
神津組を起ち上げ、「警察に決してなびかない」という鉄の掟を作った。
東鞘会の分裂騒動で、和鞘連合の暗殺隊に殺される。

#### 東鞘会系熊沢組
熊沢伸雄（くまざわ のぶお）
東鞘会の二次団体・熊沢組の組長。東鞘会会長秘書。元力士。「三羽ガラス」の一人。
神津と同じ相撲部屋の出身で、神津が殺されたときには、自ら左手小指を詰めた。
大村剛史（おおむら つよし）
熊沢組の組員。元レスラーで、「毘沙門TSUYOSHI」というリングネームで活動していた。
海老原勇喜（えびはら ゆうき）
熊沢組の組員。空手の有段者。

#### 鞘盛産業
大前田忠治（おおまえだ ちゅうじ）
鞘盛産業の社長。東鞘会理事長（東鞘会ナンバー2）。「三羽ガラス」の一人。
肝炎と胃癌を患い、闘病生活を送っている。
本並一泰（ほんなみ かずひろ）
鞘盛産業の社員。元ボクサー。

#### 東鞘会その他
十朱義孝（とあけ よしたか）
東鞘会七代目会長（東鞘会の現トップ）。神津組二代目組長。
約4年前、東鞘会と和鞘連合の抗争終結宣言を出し、会長に就任した。
兼高のターゲット。警察の秘密ファイルを隠し持っている。
氏家必勝（うじいえ まさかつ）
故人。東鞘会五代目会長。氏家勝一の父。
20年以上も東京の裏社会を牛耳っていたが、恐喝容疑で警察に逮捕され、5年前に獄中で病死する。

### 和鞘連合
氏家勝一（うじいえ しょういち）
元東鞘会会長の氏家必勝の息子。必勝が存命のころは、東鞘会ナンバー3だった。
必勝の死後、神津が跡を継ぐのを不服として、東鞘会を離れて和鞘連合を起ち上げる。
神津暗殺に成功するが跡目争いには敗れ、現在海外逃亡中。
喜納修三（きな しゅうぞう）
和鞘連合の元常任理事。
崩壊した和鞘連合の中で、東鞘会に抵抗していた最後の一人だった。昨年、極道引退に追い込まれる。

### 華岡組
俵谷一房（たわらや かずふさ）
関西最大の暴力団・華岡組の筆頭若衆。神戸にある西勘組の組長。
金村恒美（かねむら つねみ）
俵谷の秘書。

### 警察
木羽保明（きば やすあき）
故人。組織犯罪対策部特別捜査隊の元隊長。
阿内将（あない まさる）
兼高の上司。組織犯罪対策部特別捜査隊の隊長。
東鞘会に潜入した兼高が警察の中で唯一、定期的に連絡を入れる相手。

### その他
オリバー・ヘンドリクソン
アメリカの民間軍事会社に在籍していた元特殊部隊員。「軍曹（サージ）」と呼ばれる。
衣笠典子（きぬがさ のりこ）
「池の端リラクゼーションサロン」のセラピスト。
腕の立つマッサージ師で、多くのヤクザを顧客に持つ。
正体は阿内のエス。息子を曳舟連合の組員に殺された恨みから、阿内にヤクザから得た情報を流している。

## 書誌情報
- 単行本：『地獄の犬たち』2017年9月1日発売、KADOKAWA、ISBN 978-4-04-105723-0
- 文庫本：『ヘルドッグス 地獄の犬たち』2020年7月16日発売、角川文庫、ISBN 978-4-04-109410-5

## 漫画
ComicWalker内のウェブコミック配信サイト『COMIC Hu』にて2020年4月4日から2022年9月4日まで連載された。作画はイイヅカケイタ。
- 深町秋生（原作）・イイヅカケイタ（漫画）『ヘルドッグス 地獄の犬たち』KADOKAWA〈ヒューコミックス〉、全5巻
  1. 2020年8月4日発売[10]、ISBN 978-4-04-064765-4
  2. 2021年12月3日発売[11]、ISBN 978-4-04-680884-4
  3. 2022年9月2日発売[12]、ISBN 978-4-04-681698-6
  4. 2022年9月2日発売[13]、ISBN 978-4-04-681699-3
  5. 2022年10月4日発売[14]、ISBN 978-4-04-681892-8

## 映画
『ヘルドッグス』のタイトルで2022年9月16日に公開された。監督・脚本は原田眞人、主演は岡田准一。PG12指定。映画オリジナルキャラクターの吉佐恵美裏と膳所杏南が追加され、兼高は元警官という設定になるなど、原作から大幅に改変されている。

### キャスト
- 兼高昭吾 / 出月梧郎：岡田准一
- 室岡秀喜：坂口健太郎[19]
- 吉佐恵美裏：松岡茉優[20]
- 三神國也：金田哲[21]
- 膳所杏南：木竜麻生[21]
- ルカ：中島亜梨沙[21]
- 間宮比呂美：原菜乃華[22]
- ジョージ氏家：重松隆志[23]
- お歯黒：吉田壮辰
- 熊沢佐代子：赤間麻里子[21]
- ミス・チャオ：小柳アヤカ
- 大前田忠治：大場泰正[21]
- 十朱義孝：MIYAVI[24]
- 熊沢伸雄：吉原光夫[21]
- サロンの常連客：尾上右近[21]
- 恭子：杏子[21]
- 俵谷一房：田中美央
- 番犬：村上淳[21]
- 阿内将：酒向芳[21]
- 土岐勉：北村一輝[20]
- 衣笠典子：大竹しのぶ[20]

### スタッフ
- 原作：深町秋生『ヘルドッグス 地獄の犬たち』（角川文庫 / KADOKAWA 刊）
- 監督・脚本：原田眞人[25]
- 製作：ウィリアム・アイアトン、村松秀信、勝股英夫、藤島ジュリーK.
- エグゼクティブプロデューサー：上木則安、柳迫成彦、西山剛史
- プロデューサー：瀬戸麻理子、永田博康、天野和人、小出大樹、野村敏哉
- 音楽：土屋玲子
- 撮影：柴主高秀（J.S.C.）
- 照明：宮西孝明
- 美術：福澤勝広（A.P.D.J.）
- 録音：松本昇和
- 整音：矢野正人
- 編集：原田遊人
- VFXスーパーバイザー：オダイッセイ
- 装飾：岩井健志
- 衣装：宮本まさ江
- メイク：酒井啓介
- Bカメラ撮影：堂前徹之（SOG / SOC）
- スタントコーディネーター：小池達朗
- 技闘デザイン：岡田准一
- 音響効果：柴﨑憲治
- スクリプター：川野恵美
- キャスティングプロデューサー：福岡康裕
- 助監督：土肥拓郎
- 製作担当：小川勝美
- 宣伝プロデューサー：木村徳永
- 配給：東映、ソニー・ピクチャーズ エンタテインメント
- 製作プロダクション：アークエンタテインメント
- 製作：「ヘルドッグス」製作委員会（ソニー・ピクチャーズ エンタテインメント、東映、エイベックス・ピクチャーズ、ジェイ・ストーム）

## オーディオブック
文庫版が2023年7月14日よりAudibleで配信された。ナレーターは森田了介。